# تونی یانگ
تونی یانگ (انگلیسی: Tony Young؛ ۲۴ دسامبر ۱۹۵۲ – ۴ دسامبر ۲۰۲۴) یک بازیکن فوتبال سابق اهل انگلستان بود.
از باشگاه‌هایی که وی در آنها بازی کرده، می‌توان به باشگاه فوتبال منچستر یونایتد، باشگاه فوتبال چارلتون اتلتیک و باشگاه فوتبال یورک سیتی اشاره کرد.